# ФК Лада Толиати
ФК Лада е руски футболен отбор от град Толиати. Играе мачовете си на стадион „Торпедо“.

## История
Тимът е основан през 1970 на базата на Металург Куйбишев и Химик Толиати. Играе под името „Торпедо“. Тимът играе във Втора лига на СССР и е сателитен тим на Криля Советов (Самара). От 1988 се нарича „Лада“. След разпадането на съветския съюз Лада играе в 1 дивизия и през 1993 печели промоция. На следващия сезон Лада изпада, завършвайки на последно място във висшата дивизия. През 1996 Лада отново играе във Висшата дивизия и изпада. В отбора по това време личат имена като Максим Бузникин, Максим Деменко, Алексей Бахарев и Дмитрий Годунок. В първия полусезон на 1997 отборът печели само 1 мач и е на последно място. При новия треньор Владимир Дергач Лада записва 15 поредни победи и остава в лигата. В 1998 Лада вече носи името Лада Толиати-ВАЗ. На отборът са отнети 6 точки и изпада. Треньор става президентът на отбора Александър Гармашов. През 1999 тимът се класира отново в 1 дивизия и връща старото си име – Лада. През 2003 тимът достига 1/2 финал за купата на Русия, но завършва последен в 1 дивизия. През 2005 отборът завършва втори във 2 дивизия и играе в първа поради отказът на някои отбори. В края на 2007 Лада не получава лиценз и отново е във втора дивизия. В началото на 2010 отборът е разформирован и остава само детско-юношеската школа.
На 9 юни 2012 Лада е възроден и получава професионален лиценз. Първия си мач след възраждането играят срещу съгражданите си от Академия (Толиати) на 1/256 финал за купата на Русия.

## Известни играчи
- Максим Бузникин
- Максим Деменко
- Алексей Бахарев
- Дмитрий Годунок
- Максим Шацких
- Евгений Харлачов
- Александър Белозеров